# اماساندرا
اماساندرا (به انگلیسی: Ammasandra) یک منطقهٔ مسکونی در هند است که در کارناتاکا واقع شده‌است.

## خصوصیات
اماساندرا ۴٬۲۳۶ نفر جمعیت دارد.